# エプワース
座標: 南緯17度53分22秒 東経31度09分41秒 / 南緯17.88944度 東経31.16139度
エプワース（Epworth）は、ジンバブエのハラレ州の都市。
2012年の人口は16万7462人。
ハラレ中心部から12km離れたベッドタウンである。

## 人口
- 2002年8月18日：11万4067人
- 2012年8月17日：16万7462人